# Charbonnières-les-Sapins
Charbonnières-les-Sapins ist eine Ortschaft und eine ehemalige französische Gemeinde mit zuletzt 190 Einwohnern (Stand 2014) im Département Doubs in der Region Bourgogne-Franche-Comté.
Mit Wirkung vom 1. Januar 2017 wurden die früher selbstständigen Gemeinden Étalans, Charbonnières-les-Sapins und Verrières-du-Grosbois zur namensgleichen Commune nouvelle Étalans zusammengeschlossen, denen in der neuen Gemeinde der Status einer Commune déléguée jedoch nicht zuerkannt wurde. Der Verwaltungssitz befindet sich im Ort Étalans.

## Geographie
Charbonnières-les-Sapins liegt auf 541 m über dem Meeresspiegel, zehn Kilometer westlich von Valdahon und etwa 17 Kilometer südöstlich der Stadt Besançon (Luftlinie). Das Dorf erstreckt sich im Jura, im Westen des Plateaus von Valdahon, nördlich des Taleinschnitts des Ruisseau de la Brême.
Die Fläche des vormaligen Gemeindegebiets umfasste einen Abschnitt des französischen Juras. Der Hauptteil des Gebietes wurde vom Plateau von Valdahon eingenommen, das durchschnittlich auf 540 m liegt. Es war vorwiegend von Acker- und Wiesland, teils auch von Wald bestanden. Das Plateau besitzt keine oberirdischen Fließgewässer, weil das Niederschlagswasser im verkarsteten Untergrund versickert. Nach Westen reicht der Boden in die Mulde Combe Madame. Mit 583 m wurde am nördlichen Gemeinderand die höchste Erhebung von Charbonnières-les-Sapins erreicht. Im Süden verlief die Grenze entlang dem Ruisseau de la Brême, der in einem Kerbtal rund 100 m tief in das Plateau eingeschnitten ist und sein Wasser nach Westen der Loue zuführt. Die steilen Talhänge werden verschiedenenorts von Felsbändern durchzogen.
Nachbarorte von Charbonnières-les-Sapins sind L’Hôpital-du-Grosbois im Norden, Étalans und Guyans-Durnes im Osten, Saules im Süden sowie Bonnevaux-le-Prieuré, Foucherans und Trépot im Westen.

## Geschichte
Im Mittelalter gehörte Charbonnières zu Ornans. Zusammen mit der Franche-Comté gelangte das Dorf mit dem Frieden von Nimwegen 1678 an Frankreich. Es war im 17. Jahrhundert Standort eines Hochofens. Zur besseren Unterscheidbarkeit von anderen Gemeinden mit demselben Namen wurde Charbonnières 1922 offiziell in Charbonnières-les-Sapins umbenannt.

## Sehenswürdigkeiten

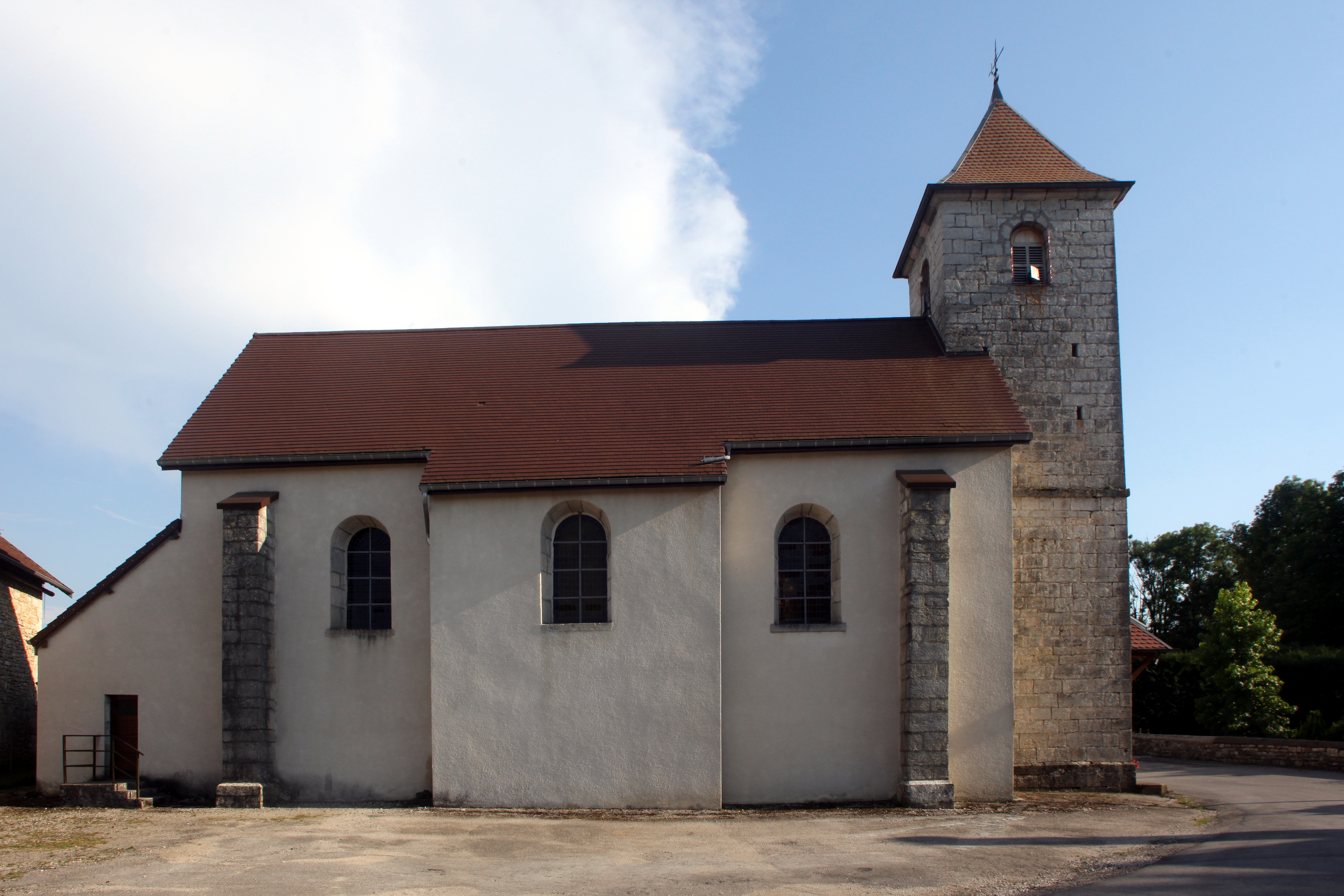
Kirche Nativité-de-Notre-Dame

Die einschiffige Dorfkirche von Charbonnières-les-Sapins wurde im 18. Jahrhundert erbaut und besitzt eine reiche Ausstattung, darunter einen Altar aus dem 19. Jahrhundert.
Im Ortskern sind verschiedene Bauernhäuser im charakteristischen Stil der Franche-Comté aus dem 17. bis 19. Jahrhundert erhalten.
Eine besondere Attraktion bildet der Dino-Zoo, ein prähistorischer Tierpark, in dem Dinosaurier in ihrer natürlichen Größe nachgebildet sind.

## Bevölkerung
| Bevölkerungsentwicklung | Bevölkerungsentwicklung |
| Jahr                    | Einwohner               |
| ----------------------- | ----------------------- |
| 1962                    | 116                     |
| 1968                    | 116                     |
| 1975                    | 111                     |
| 1982                    | 121                     |
| 1990                    | 126                     |
| 1999                    | 159                     |
| 2006                    | 191                     |
| 2014                    | 190                     |

Nachdem die Einwohnerzahl in der ersten Hälfte des 20. Jahrhunderts stets im Bereich zwischen 110 und 134 Personen gelegen hatte, wurde seit Beginn der 1980er Jahre ein leichtes Bevölkerungswachstum verzeichnet.

## Wirtschaft und Infrastruktur
Charbonnières-les-Sapins war bis weit ins 20. Jahrhundert hinein ein vorwiegend durch die Landwirtschaft (Ackerbau, Obstbau und Viehzucht) und die Forstwirtschaft geprägtes Dorf. Daneben gibt es heute einige Betriebe des lokalen Kleingewerbes. Mittlerweile hat sich das Dorf auch zu einem Wohnort gewandelt. Viele Erwerbstätige sind Wegpendler, die in den größeren Ortschaften der Umgebung oder in der Agglomeration Besançon ihrer Arbeit nachgehen.
Die Ortschaft liegt abseits der größeren Durchgangsstraßen. Die Hauptzufahrt erfolgt von L’Hôpital-du-Grosbois an der Hauptstraße N57 (Besançon-Pontarlier). Eine weitere Straßenverbindung besteht mit Bonnevaux-le-Prieuré.